# Nickola Shreli
Nickola Shreli (* 30. Juli 1981 in Detroit, Michigan als Nikolla Shkreli) ist ein US-amerikanischer Schauspieler.

## Leben
Der Sohn albanischer Einwanderer studierte an der Eisenhower High School. Bereits im Studium entdeckte er sein Talent und beschloss daraufhin, sich auf die Filmindustrie zu konzentrieren. Eine kleine Nebenrolle spielte er in 8 Mile. Daraufhin bekam er mehrere Nebenrollen in US-amerikanischen Serien wie Criminal Intent – Verbrechen im Visier und Low Winter Sun.

## Filmografie (Auswahl)
- 2002: 8 Mile
- 2006: Criminal Intent – Verbrechen im Visier (Law & Order: Criminal Intent, Fernsehserie, Folge 6x09)
- 2011: Atemlos – Gefährliche Wahrheit (Abduction)
- 2011: Hostel 3 (Hostel: Part III)
- 2011: Cargo
- 2012: Mafia
- 2013: Low Winter Sun (Fernsehserie, 9 Folgen)
- 2014: The Red Road (Fernsehserie, 2 Folgen)
- 2019: Killerman